# 루리옌
루리옌(중국어: 吕立言, 병음: Lǚ Lìyán, 한자음: 려입언, 2001년 5월 8일 ~ )은 중화인민공화국의 바둑 기사이다. 허난성 저우커우시 출신으로 중국기원 소속의 7단이다.

## 경력
중국 허난성 저우커우시에서 태어났다. 2018년 1월 12일, 제31회 만보배 전국아마추어바둑챔피언십에서 4위를 차지했고 프로바둑에 입단했다. 2019년 제24회 LG배 세계기왕전 예선에서 고토 마나와 한상열, 셰얼하오, 박진솔, 구리 기사를 차례로 누르고 본선 32강에 진출했지만 쉬자양에게 패배하여 탈락했다. 2019년 3월에 6단으로 승단한 이후 같은해 7월에 7단으로 연이어 승단했다.